# 桑島博
桑島 博（くわしま ひろし、1932年8月14日 - 2021年12月16日）は、日本の政治家。元盛岡市長（2期）。

## 来歴
岩手県盛岡市出身。1955年岩手大学農学部農業工学科卒。同年盛岡市役所に入る。市役所では土木課長、財政課長、財政部次長、同部長を歴任し、1987年から助役を務めた。
1995年に盛岡市長選挙に立候補して初当選し、2期務めた。

### 2003年盛岡市長選挙
2003年の市長選では3選を目指したが、元岩手県議会議長の谷藤裕明に敗れた。
※当日有権者数：221,269人 最終投票率：53.67%（前回比：+19.0pts）
| 候補者名 | 年齢 | 所属党派 | 新旧別 | 得票数   | 得票率 | 推薦・支持 |
| -------- | ---- | -------- | ------ | -------- | ------ | ---------- |
| 谷藤裕明 | 53   | 無所属   | 新     | 47,432票 | 40.2%  | -          |
| 桑島博   | 71   | 無所属   | 現     | 39,473票 | 33.5%  | -          |
| 斎藤純   | 46   | 無所属   | 新     | 27,121票 | 23.0%  | -          |
| 芦名鉄雄 | 58   | 無所属   | 新     | 3,949票  | 3.3%   | -          |

2008年、旭日小綬章を受章。
2021年12月16日6時59分、老衰のため盛岡市内の病院で死去。89歳没。死没日をもって正六位に叙された。